# Битка при нос Палос
Битката при нос Палос е най-голямата морска битка от Гражданската война в Испания, водена в нощта на 5 срещу 6 март 1938 г., източно от нос Палос близо до Картахена.

## Предистория
На 5 март 1938 г. двата националистически тежки крайцера, „Canarias“ и „Baleares“, водени от вицеадмирал Мануел де Виерна Беландо, напускат военноморската база в Палма де Майорка, заедно с лекия крайцер „Almirante Cervera“ и три разрушителя. Ескадрата е далечен ескорт на конвой, пренасящ военно оборудване от Италия, както и войски от Африканската армия.
В същия ден силите на испанския републикански флот, водени от адмирал Луис Гонсалес де Убиета и състоящи се от два леки крайцера (новият „Libertad“ и по-старият „Méndez Núñez“) и пет разрушителя, отплават от Картахена. През нощта разрушителите на националистите се връщат в базата, докато крайцерите остават в морето.

## Битката
Ескадрите, които се движат в противоположни посоки, се срещат случайно през нощта на 5 срещу 6 март 1938 г. Републикански разрушител изстрелва торпеда, но пропуска и двете флотилии се разминават. Вицеадмирал де Виерна предпочита да изчака до зазоряване, което ще му позволи да използва превъзхождащата артилерия на своите кораби, но републиканският вицеадмирал де Убиета решава да се обърне и да преследва врага.
Силите се срещат отново неочаквано около 02:15 ч. националистическите крайцери откриват огън по „Libertad“ от разстояние около 5 000 м, а републиканските крайцери отвръщат на огъня. Въпреки това, един от корабите на националистите прави грешката да изстреля осветителен снаряд, осветяващ позицията им към вражеските републикански кораби. Докато крайцерите се бият, три републикански разрушителя, вероятно незабелязани от националистите, се отделят от ескорта на „Libertad“. На около 3 000 м „Sánchez Barcáiztegui“, „Lepanto“ и „Almirante Antequera“ изстрелват по четири торпеда. Две или три торпеда удрят „Baleares“ между кулите „A“ и „B“. Потъването обикновено се приписва на „Lepanto“, но също и на разрушителя „Almirante Antequera“ от някои автори.
Приоритет на защитата на войските на северноафриканската армия, пресичащи Гибралтарския пролив пред собствената си безопасност, адмирал Виерна нарежда на собствения си кораб, „Baleares“ да ангажира републиканската флота, докато той заповядва на останалите кораби да се отдалечат. Двата останали националистически крайцера бързо напускат района, оставяйки „Baleares“ на произвола на съдбата. Кърмата остава на повърхността и именно от тази част на кораба са спасени оцелелите, благодарение на усилията на разрушителите на Британския кралски флот „Kempenfelt“ и „Boreas“, под командването на капитан МакГригър, които се отправят към мястото на действието. Само 441 от екипаж от 1 206 души са спасени, но адмирал Виерна е сред потъналите с кораба.
Националистическите крайцери се завръщат призори и оцелелите, спасени от „Boreas“, са прехвърлени при тях с лодки. Въздушна атака от републикански бомбардировачи ги прекъсва процедурата и убива един британец.

## Последица
Потопяването на бунтовническия тежък крайцер „Baleares“ е приветствано като голяма победа от републиканското правителство и Луис Гонсалес де Убиета, командир на републиканския флот, е награден с Лавров знак на Мадрид (Placa Laureada de Madrid), най-високото военно отличие за храброст на Втората испанска република. Наградата Distintivo de Madrid, създадена от Испанската република за награда за смелост, е дадена на крайцерите „Libertad“ и „Méndez Núñez“ и разрушителите „Lepanto“, „Almirante Antequera“ и „Sánchez Barcáiztegui“, както и на членовете на техните екипажи. Тези кораби оттогава носят специален флаг, а мъжете носят специална значка на униформите си със стария герб на Мадрид.
Битката при нос Палос е една от последните победи на републиканците във войната. Въпреки че действието е най-голямата морска битка в Испанската гражданска война и важна победа на републиканците, тя е с малко забележим дългосрочен ефект върху войната. Републиканският флот не успява да използва предимството си и загубата на „Baleares“ е частично компенсирана, когато модернизираният крайцер „Navarra“ се присъединява към националистическия флот няколко месеца по-късно.